# 河南中州皇冠假日酒店
河南中州皇冠假日酒店是位于中华人民共和国河南省郑州市的一家五星级酒店，酒店位于金水区金水路115号，地处紫荆山公园旁，与郑州中州假日酒店、郑州中州智选假日酒店、郑州索菲特国际饭店同处一院。其前身是始建于1959年的中州宾馆，曾为河南省的国宾馆。酒店由洲际酒店集团经营管理，共有183间客房，同时还设有2间餐厅、1个大堂吧及1个行政酒廊。

## 历史
酒店前身为中州宾馆。1959年2月2日，中共河南省委召开第221次会议，批准筹建中州宾馆。1959年5月，中州宾馆动工，并于同年年底建成。1961年8月23日，中州宾馆正式开业。修建中州宾馆总耗资人民币453.7万元。
中州宾馆在落成之初为接待型宾馆，专门用来接待到访河南的国家领导人及外宾，曾接待过伯纳德·蒙哥马利、溥仪、卡翁达、邓小平、李先念、万里等著名宾客，80年代中期以前曾有卫兵站岗，普通人难以进入。
1995年2月，中州宾馆1号楼完成五星级标准改造，并引进洲际酒店集团进行管理，以河南中州皇冠假日酒店的名称开业，为河南省首家五星级涉外酒店。
2011年3月，酒店主楼被列入郑州市中心城区优秀近现代建筑保护名录。

## 交通
酒店距离郑州新郑国际机场35公里，约30分钟车程。
| 郑州公交 \| 国际饭店 \| 国际饭店 \| 国际饭店 \| 国际饭店 \| 国际饭店 \| \| 编号 \| 路线 \| 路线 \| 路线 \| 备注 \| \| -------- \| --------------------- \| --------------------- \| ------------------------ \| --------------------- \| \| 26 \| 已于2023年9月19日停办 \| 已于2023年9月19日停办 \| 已于2023年9月19日停办 \| 已于2023年9月19日停办 \| \| 43 \| 已于2023年11月1日停办 \| 已于2023年11月1日停办 \| 已于2023年11月1日停办 \| 已于2023年11月1日停办 \| \| 115 \| 商都路十里铺 \| ⇆ \| 河南大学 \| \| \| 122 \| 已于2023年9月16日停办 \| 已于2023年9月16日停办 \| 已于2023年9月16日停办 \| 已于2023年9月16日停办 \| \| 916 \| 郑州东站 \| ⇆ \| 紫荆山金水路东 \| \| \| Y13 \| 郑州东站 \| ⇆ \| 医学院 \| 夜间服务 \| \| Y31 \| 紫荆山金水路东 \| ⇆ \| 河南财经政法大学（西门） \| 夜间服务 \| |                       |                       |                          |                       |
| 国际饭店 |                       |                       |                          |                       |
| 编号 | 路线                  | 路线                  | 路线                     | 备注                  |
| 26 | 已于2023年9月19日停办 | 已于2023年9月19日停办 | 已于2023年9月19日停办    | 已于2023年9月19日停办 |
| 43 | 已于2023年11月1日停办 | 已于2023年11月1日停办 | 已于2023年11月1日停办    | 已于2023年11月1日停办 |
| 115 | 商都路十里铺          | ⇆                     | 河南大学                 |                       |
| 122 | 已于2023年9月16日停办 | 已于2023年9月16日停办 | 已于2023年9月16日停办    | 已于2023年9月16日停办 |
| 916 | 郑州东站              | ⇆                     | 紫荆山金水路东           |                       |
| Y13 | 郑州东站              | ⇆                     | 医学院                   | 夜间服务              |
| Y31 | 紫荆山金水路东        | ⇆                     | 河南财经政法大学（西门） | 夜间服务              |